# Traditionelles pflanzliches Arzneimittel
Als traditionelle pflanzliche Arzneimittel werden in der Europäischen Union Arzneimittel zur Selbstmedikation bezeichnet, die seit mindestens 30 Jahren medizinisch verwendet werden, davon mindestens 15 Jahre in der EU und als Wirkstoff(e) ausschließlich pflanzliche Stoffe oder Zubereitungen enthalten.

## Geschichte
Bereits aus den frühen Hochkulturen gibt es zahlreiche Zeugnisse für die Nutzung von  Heilpflanzen, viele davon wurden oder werden seit Jahrhunderten genutzt. Das Wissen über diese Heilmethoden wurde sowohl mündlich in der Volksmedizin weitergegeben als auch sehr früh beispielsweise in medizinischen Papyri festgehalten. In späteren Jahrhunderten trugen Gelehrte wie etwa Hildegard von Bingen das volksmedizinische Wissen in medizinischen Abhandlungen zusammen.
Mit der Einführung strikter Zulassungsanforderungen für Arzneimittel in der zweiten Hälfte des 20sten Jahrhunderts, unter anderem im Zuge des Contergan-Skandals, wurden Wirksamkeitsnachweise in Form klinischer Studien zu einer Voraussetzung jeder Arzneimittelzulassung.
Von 1978 bis 1994 bestand in Deutschland die Sachverständigenkommission Kommission E, die unter anderem Monographien für traditionelle pflanzliche Arzneimittel erstellte. Diese Arbeit setzte der 1989 gegründete europäische Dachverband ESCOP fort.
Traditionelle pflanzliche Arzneimittel verfügen z. T. nicht über neueste klinische Studien, ihre Wirksamkeit ist aber durch oft jahrzehntelange Erfahrung, auch über ärztliche Verordnungen, belegt. Um den Fortbestand der traditionellen pflanzlichen Arzneimittel ohne die Durchführung neuer klinische Studien zu sichern, schuf das Europäische Parlament mit der Richtlinie 2004/24/EG zu Traditional Herbal Medicinal Products (THMPD) einen Rechtsrahmen, der ihre vereinfachte Registrierung in allen Mitgliedsstaaten der Europäischen Union ermöglichen soll. In Deutschland wurde die Richtlinie durch §§ 39a-d des deutschen Arzneimittelgesetzes umgesetzt, in Österreich durch § 12 und § 12a des österreichischen Arzneimittelgesetzes (Traditionelle pflanzliche Arzneispezialität). Ein Kernstück dieser europäischen Regelung ist die Einsetzung eines wissenschaftlichen Gremiums aus Fachleuten aller Mitgliedsstaaten zur Bewertung des Erkenntnismaterials möglichst vieler Arzneipflanzen und deren Zubereitungen (Ausschuss für pflanzliche Arzneimittel, HMPC), das in der europäischen Arzneimittelagentur angesiedelt ist und seit 2005 schon mehr als 180 Monographien mit dem Schwerpunkt auf traditionelle pflanzliche Arzneimittel (Traditional Herbal Medicinal Products) veröffentlicht hat.

## Zulassung / Registrierung
Arzneimittel dürfen in der EU nur mit behördlicher Zulassung auf den Markt gebracht werden. Für traditionelle pflanzliche Arzneimittel existiert ein erleichtertes Verfahren, bei dem insbesondere keine klinischen Daten zur Wirksamkeit vorgelegt werden müssen: Die medizinische Wirksamkeit gilt aufgrund der langjährigen – teils über Jahrhunderte währenden – Anwendung und Erfahrung als plausibel. Allerdings muss der Antragsteller nachweisen, dass das betreffende oder ein entsprechendes Arzneimittel zum Zeitpunkt der Antragstellung tatsächlich seit mindestens 30 Jahren, davon mindestens 15 Jahre in der Europäischen Union, medizinisch oder tiermedizinisch verwendet wird und unter den angegebenen Anwendungsbedingungen unschädlich ist. In Bezug auf die pharmazeutische Qualität und die Sicherheit des Arzneimittels sieht das Registrierungsverfahren keine Vereinfachungen vor, es gelten die gleichen Standards wie für andere Arzneimittel. Mit der Registrierung bescheinigt die zuständige Zulassungsbehörde, dass das Arzneimittel den gesetzlichen Qualitäts- und Sicherheitsanforderungen genügt.
In Ländern außerhalb der EU wird dies von nationalen Behörden übernommen, bspw. von der Food and Drug Administration in den USA oder der China Food and Drug Administration in China. Weiterhin veröffentlichte die WHO vier Bände mit Monografien von ausgewählten pflanzlichen Arzneimitteln.

## Angebliches Heilpflanzenverbot in der EU
Im Zuge der Umsetzung der Richtlinie 2004/24/EG kam es gegen Ablauf der Übergangsfrist vermehrt zu Verschwörungstheorien. So unterzeichneten 2010 mehr als 100.000 Bürger eine Petition an den Deutschen Bundestag, um ein angeblich drohendes Verbot von Heilpflanzen in der EU zu verhindern.
Im April 2011 wurde das angebliche Verbot im Internet erneut stark verbreitet. Der Bundesverband der Arzneimittel-Hersteller wies in einer Pressemeldung darauf hin, dass es sich um eine Falschmeldung handelt.
In den folgenden Jahren wurde ein angebliches Heilpflanzenverbot jeweils in den Sommermonaten immer wieder propagandistisch verwendet, teils argumentativ untermauert mit dem kurzzeitigen Nutzungsverbot für Pflanzenjauche aus der Großen Brennnessel 2006 in Frankreich.

## Anwendungsgebiete
Das zulässige Anwendungsgebiet eines Arzneimittels muss von der zuständigen Zulassungsbehörde ausdrücklich genehmigt werden. Für traditionelle pflanzliche Arzneimittel lautet der Indikationstext jeweils: „Traditionelles pflanzliches Arzneimittel zur Verwendung für … ausschließlich aufgrund langjähriger Anwendung“.
Klassische Anwendungsgebiete sind unter anderem:
- Herzbeschwerden (z. B. Weißdorn)
- Leberbeschwerden (z. B. Mariendistel)
- nervöse Unruhe, nervös bedingte Schlafstörungen (z. B. Passionsblume, Baldrianwurzel)
- Prostatabeschwerden (z. B. Brennnessel)
- Regelbeschwerden, prämenstruelles Syndrom (z. B. Mönchspfeffer)
- Schmerzen, rheumatische Beschwerden (z. B. Mutterkraut, Teufelskralle, Weihrauch)
- Verdauungsbeschwerden (z. B. Artischocke, Süßholzwurzel)
- Verstimmungszustände und Niedergeschlagenheit (z. B. Johanniskraut)
- Wechseljahresbeschwerden (z. B. Traubensilberkerze)

Traditionelle pflanzliche Arzneimittel sind aufgrund ihres geringen Gefährdungspotenzials bei bestimmungsgemäßem Gebrauch ausdrücklich zur Selbstmedikation geeignet. Die Kosten für diese Mittel werden in aller Regel nicht von den gesetzlichen Krankenkassen erstattet.